# ماچییووا وولا
ماچییووا وولا (به لاتین: Maciejowa Wola) یک روستا در لهستان است که در گمینا بانگه مازورسکیه واقع شده‌است.